# Sentinella de la pau
El Sentinella de la pau és una escultura de gran format del pintor, gravador i escultor manresà Manuel Marzo-Mart.
Es tracta d'una escultura de gran format, 992 x 286 x 152 cm, d'acer corten. Va ser concebuda expressament per a ser instal·lada a la rotonda que hi ha a la cruïlla entre els carrers Abat Oliva i Font del Gat de Manresa, on es pot admirar des de l'any 2002.
L'encàrrec i el patrocini de la mateixa prové de l'Ajuntament de Manresa, Caixa Penedès i la Junta de compensació del sector Bases de Manresa.
Segons l'historiadora de l'art Pilar Giró, comissària de l'exposició Marzo-Mart : escultures de gran format per espais públics i privats (Manresa, 2002), en Marzo-Mart “tota la càrrega del contingut conceptual de les seves obres escultòriques se sent reforçada per l'execució acurada i el perfecte coneixement dels materials. L'autor explora un univers de formes que van des de la figuració de caràcter primitivista a l'abstracció. En aquest sentit, les peces contenen el crit d'una enorme força tel·lúrica. Apareix una simbología que recorda l'articulació d'un llenguatge impregnat de temps, d'ànimes antigues presents en una ferma estructura contemporània. A través de les escultures de gran format, l'espai pren substància, l'obra contribueix a la creació i definició de l'entorn, la pàtina dérmica del temps que reposa sobre l'escultura es tenyeix de color.”
L'artista situa les seves obres en l'abstracció conceptual, tendents a una geometría irregular, tot buscant el moviment, l'equilibri, la compensació i els encaixos.